# Barba (Fluss)
Der Barba ist ein kleiner Fluss in Frankreich, der im Département Vosges in der Region Grand Est verläuft. 

## Geographie

### Verlauf
Der Barba entspringt im westlichen Gemeindegebiet von Liézey, knapp an der Grenze zur Nachbargemeinde Le Tholy, entwässert generell in nordwestlicher Richtung und mündet nach rund 16 Kilometern  im Gemeindegebiet von Docelles als linker Nebenfluss in die Vologne.

### Zuflüsse
(Reihenfolge in Fließrichtung)
- Ruisseau des Spaxes (rechts), 3,0 km
- Ruisseau de Christele Pierre (rechts), 1,6 km
- Ruisseau de Herigoutte (rechts), 2,4 km
- Ruisseau de la Grande Carre (rechts), 3,4 km
- Ruisseau le Scouet (links), 6,9 km
- Ruisseau de la Cuve (links), 5,1 km
- Ruisseau de la Rosiere (links), 2,3 km

### Orte am Fluss
(Reihenfolge in Fließrichtung)
- La Racine, Gemeinde Liézey
- Rehaupal
- Laveline, Gemeinde Laveline-du-Houx
- La Poirie, Gemeinde Tendon
- Faucompierre
- Xamontarupt
- Docelles